# Corydalis violacea
Corydalis violacea är en vallmoväxtart som först beskrevs av David Prain, och fick sitt nu gällande namn av Pusalkar och D.K.Singh. Corydalis violacea ingår i släktet nunneörter, och familjen vallmoväxter. Inga underarter finns listade i Catalogue of Life.